# Francisco Solano de Luque
Francisco Solano de Luque, apodado "el pulsista", (Montilla, 10 de noviembre de 1684-Antequera, 30 de marzo de 1738), fue un médico e investigador español, que vivió en Antequera.
Gran devoto de la Virgen del Rosario, Copatrona de la Ciudad, pidió ser enterrado en la cripta que existe a los pies de la Virgen, en el Convento de Santo Domingo de Antequera, donde, desde entonces, reposan sus restos mortales.
Como curiosidad mencionar, que en este lugar de enterramiento, solo reposan los restos de tres personas civiles; los del nombrado Francisco Solano, los del escultor e imaginero Andrés de Carvajal y los de su esposa Magdalena Talavera.

## Formación
Atraído por la Medicina, marcha a la Universidad de Granada en 1704, obteniendo el grado de bachiller en filosofía y medicina (1707 y 1708 respectivamente). En estos años emprende sus estudios y observaciones sobre el pulso dicroto. Se gradúa en medicina en 1709, doctorándose después. Entre 1712 y 1717, tras casarse con una mujer de Rute, fue médico de esta insigne villa cordobesa. Allí nacieron algunos de sus hijos, siendo el último bautizado por un antequerano como símbolo de su siguiente lugar de trabajo.

## Actividades profesionales
Su postura clínica puede considerarse avanzada para la época en cuanto al concepto de enfermedad y terapéutica. Su negativa a utilizar los métodos tradicionales (purgas y sangrías), su celeridad por aplicar sin demora los tratamientos específicos siempre que ello fuera posible y, en especial, su rechazo a recetar la polifarmacia habitual, hicieron de él un médico prudente y poco común.
Pese a su valía, para subsistir aceptó la plaza de médico titular en Mora, donde casó en 1711. En 1717 recibió la designación de médico de número en Antequera. Su incansable dedicación a la observación de esta constante vital le valió el sobrenombre con el que ha pasado a la posteridad: el pulsista. 
Pese a sus probados conocimientos sobre el pulso, en los grandes centros urbanos donde se desarrollaba la investigación médica sus pronósticos sólo constituían motivo de burla para otros colegas. Por fin, el doctor J. Nihell, médico de la colonia inglesa de Cádiz, lo reivindicó. Pronto este pronunciamiento favorable arrastró el del holandés Gerard Van Swieten y el apoyo de los franceses Bordeu y Lavirott. Llegó a convertirse en uno de los clínicos más importantes de Europa de su tiempo, como así lo reconocieron los miembros de la Escuela de Viena como Albrecht von Haller, Anton de Haen y Leopold Auenbrugger. La obra de Solano pone de relieve la importancia del pulso, que con el paso de los años resultará decisiva, en el diagnóstico de las enfermedades.
En España defendieron sus descubrimientos Benito Jerónimo Feijoo, Carlos José Gutiérrez de los Ríos y J.L. Roche, entre otros. Cádiz intentó captarlo, pero Solano rehusó salir de Antequera, donde acabó sus días. 

## Publicaciones
Publicó numerosas obras que se tradujeron a todos los idiomas cultos de su época. Entre sus publicaciones destacan: 
- Origen morboso común y universal generante de los accidentes todos (Málaga, 1718),
- Lapis Lydos Appollinis (Madrid, 1731) y
- Observaciones sobre el pulso (Madrid, 1787).